# Lutte (film)
Pour plus de détails, voir Fiche technique et Distribution.
Lutte (Küzdők) est un film hongrois réalisé par Marcell Jankovics, sorti en 1977.

## Synopsis
Un jeune sculpteur qui lui même à les traits d'une statue gréco-romaine sculpte une statue dans la pierre. Au fur et à mesure que la statue prend forme, elle prend vie. Une lutte s'engage alors entre la statue et le sculpteur. Tandis que l'artiste peaufine les traits de sa statue et la fait paraître jeune et musclée, la statue sculpte l'artiste et lui fait prendre les traits d'un vieil homme frêle. Lorsque la statue est terminée, l'artiste tombe à terre.

## Fiche technique
- Titre : Lutte
- Titre original : Küzdők
- Réalisation : Marcell Jankovics
- Scénario : Marcell Jankovics
- Photographie : Zoltán Bacsó
- Montage :
- Société de production : Hungarofilm et Pannónia Filmstúdió
- Pays :  Hongrie
- Genre : Animation et fantastique
- Durée : 2 minutes
- Dates de sortie : 
  -  Hongrie : 29 septembre 1977

## Distinctions
Le film a reçu la Palme d'or du court métrage lors du Festival de Cannes 1977.